# Хоменко Степанида Тимофіївна
Степанида Тимофіївна Хоменко (11 листопада 1898, село Кулішівка, тепер Сумської області — 8 липня 1971, місто Суми) — українська радянська діячка, голова Кулішівської сільської ради Недригайлівського району Чернігівської (Сумської) області. Депутат Верховної Ради СРСР 1-го скликання.

## Життєпис
Народилася в бідній селянській родині. Освіта початкова. З дитячих років наймитувала в поміщика Хвощинського.
До 1930 року працювала у власному сільському господарстві, обиралася головою комітету незаможних селян (комнезаму). З 1930 по 1934 рік — колгоспниця.
Кандидат у члени ВКП(б) з 1931 року.
З 1934 року — голова Кулішівської сільської ради Недригайлівського району Чернігівської (тепер — Сумської) області.
Подальша доля невідома.

## Родина
Батько — Педько Тимофій Кіндратович, мати — Устина. Брати: Борис, Антон, Іван, сестри: Уляна, Параска, Палажка.